# はまりん
はまりんとは、横浜市交通局のマスコットキャラクターの名称である。

## 概要

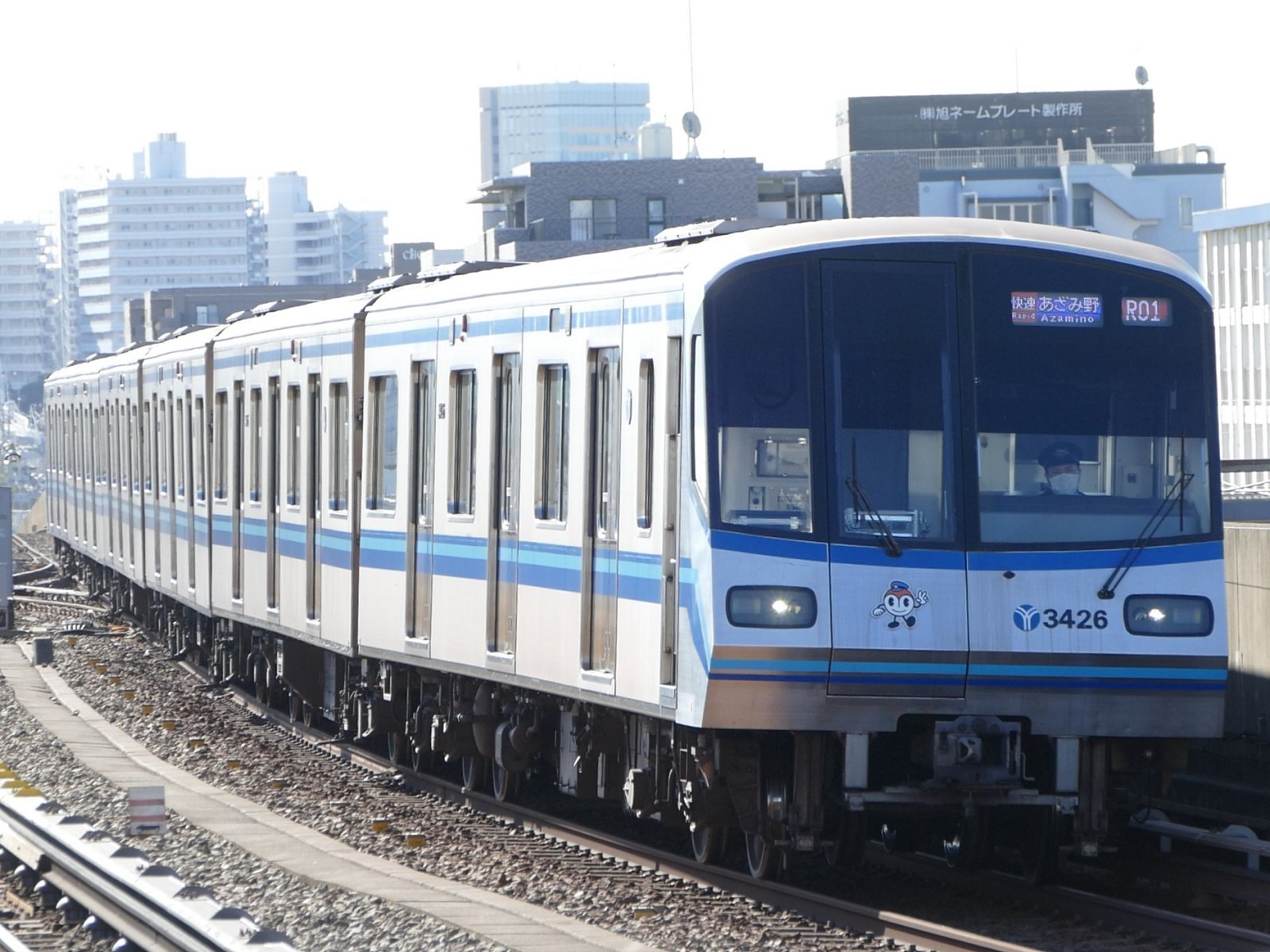
前面にはまりんのプレートが装着されている3000R形

1998年（平成10年）10月10日に制定された横浜市交通局の公式マスコットキャラクター。
同日にセンター南駅で開催された、鉄道の日記念行事「サブウェイカーニバル'98」でお披露目された。
誕生日は制定された日と同じ1998年10月10日で、現在も市バス・地下鉄車両の装飾や交通局の広告や決算書・横浜市交通局関連のイベントに使用されている。
キャラクターデザインは、1998年5月に広告代理店4社が提出した22点の中から6点に絞り、その中から交通局職員の投票で決定したもので、デザイナーでミュージシャンの山内康弘（元ププレボーイズ）が作成。タイヤと車輪をイメージした丸い元気な顔と目をしており、鼻と眉毛は横浜のイニシャルのYを表現したもので、帽子と手袋で制服を、オレンジ色の頭で「あたたかさ＝思いやり」を表現している。キャラクターデザインは登録商標第4314040号、名称は登録商標第4325856号で登録されている。

## 名前の由来
1998年7月に一般公募で募集し、15,164名から応募があった。市営バス・市営地下鉄の利用者から選ばれた「イメージキャラクター愛称選考委員会」の8人が候補を5つに絞り込み、その中から交通局の選定で「はまりん」に決定した。
「はま」はヨコハマ・浜っ子、「りん」はバス・地下鉄の車輪・横浜と人と街を繋ぐ輪、そしてそれが横浜市営バス・横浜市営地下鉄であることを表現している。また「まりん」は横浜の象徴である海を表し、広大でさわやかなイメージとともに、愛され親しみやすい響きになっている。

## グッズ販売
横浜市営地下鉄の一部駅（センター南駅・新横浜駅・横浜駅・上大岡駅）に設置されている横浜市営地下鉄お客様サービスセンターや横浜市電保存館・オンラインショップ・はまりんコンビニなどではまりん関連のグッズが販売されている。
2014年4月現在、はまりん柄のハンカチや消しゴム・携帯クリーナー・ぬいぐるみなどが販売されている。

## はまりんコンビニ

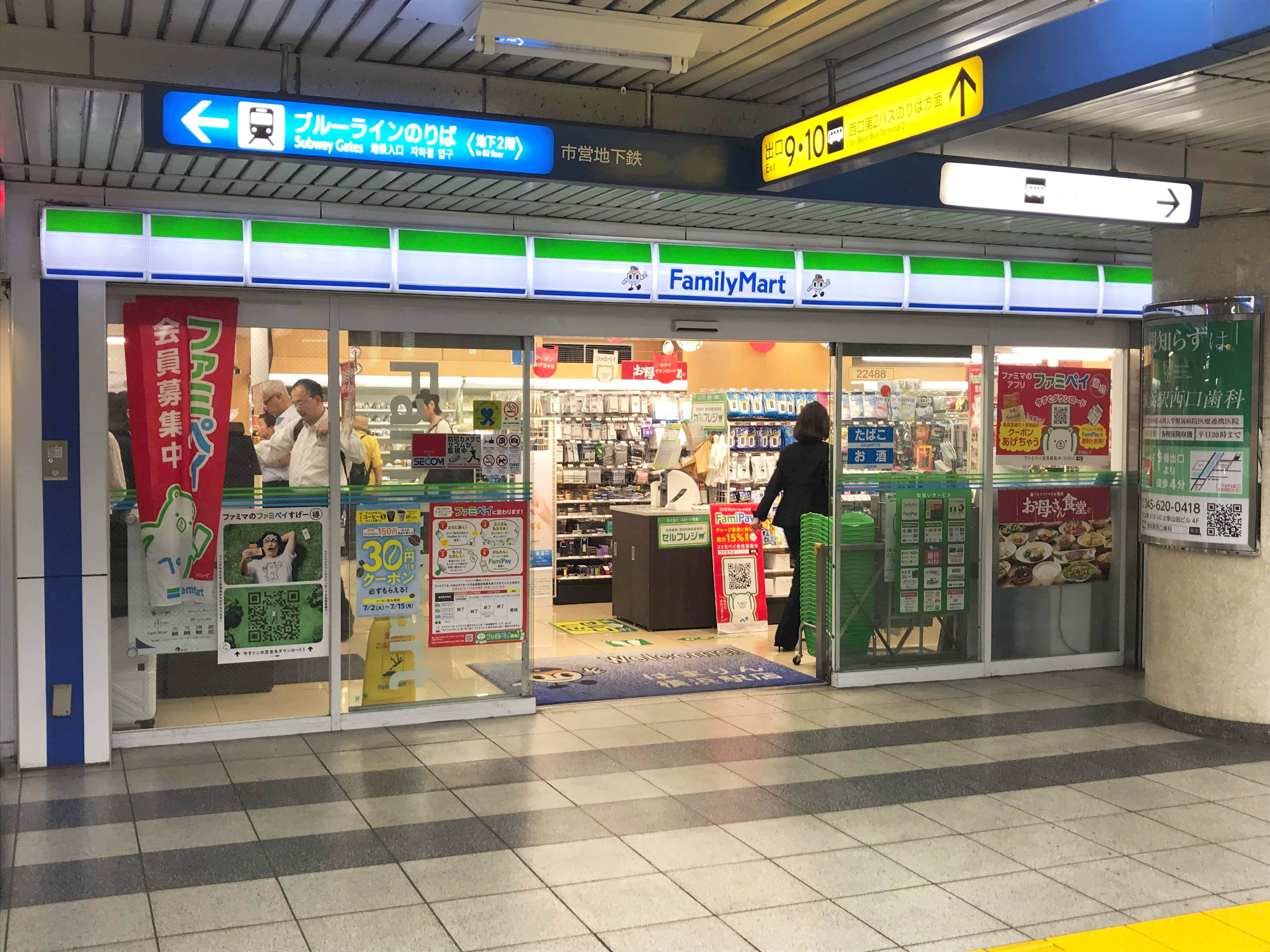
はまりんのドアマットが設置されている、ファミリーマート はまりん横浜駅店

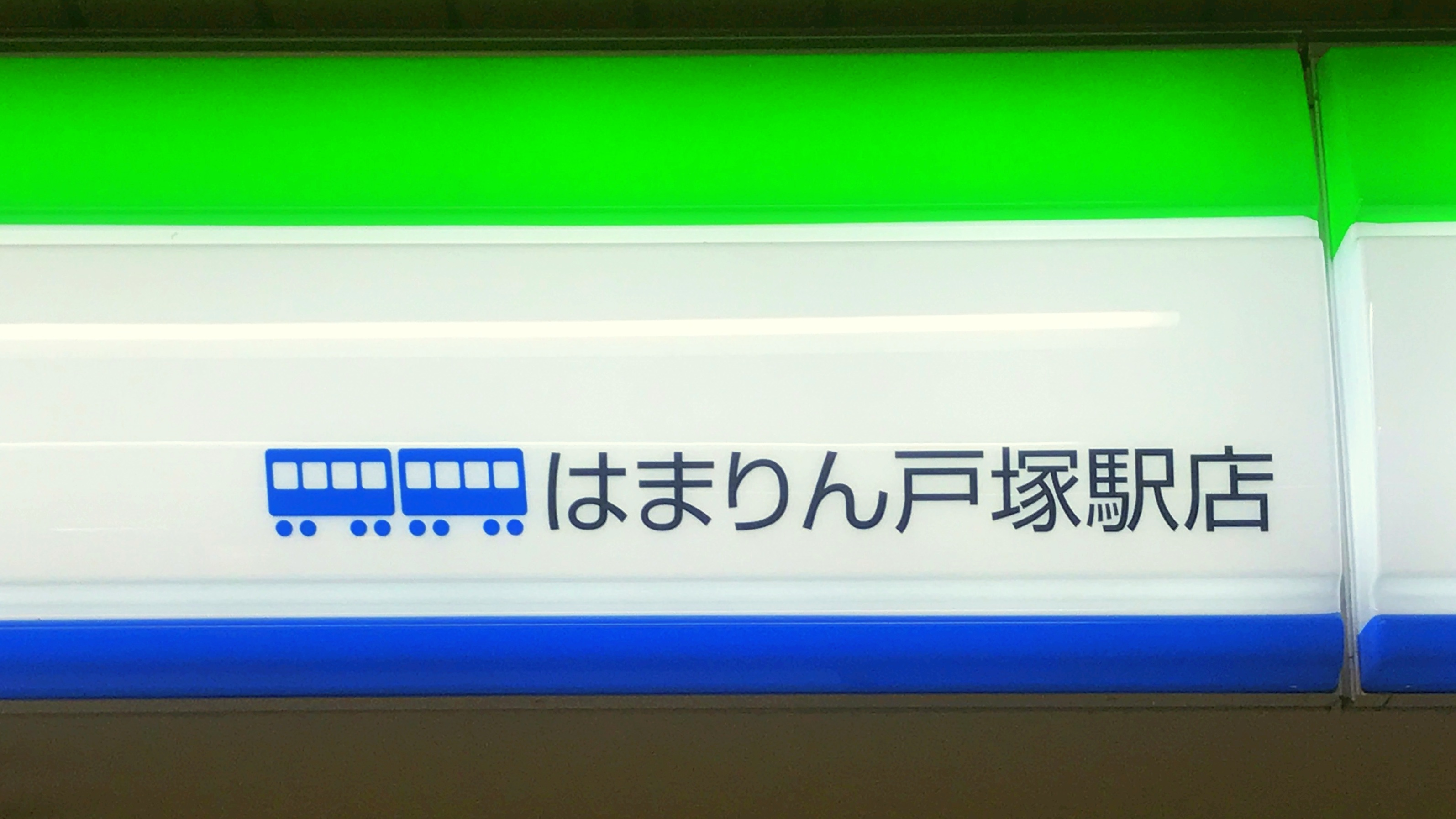
横浜市営地下鉄構内にあるファミリーマートの軒看板には、店名の前に電車の絵文字が描かれている

横浜市営地下鉄の一部駅構内で展開されているコンビニの愛称。経営は、一般財団法人横浜市交通局協力会。
現在はファミリーマートが設置されているが、かつてはデイリーヤマザキが設置されていた。
看板には、ファミリーマートのロゴの左右にはまりんが描かれており、店名表記の前には電車の絵文字も書かれている。店内では、横浜市交通局のグッズも販売している。

## はまりん号

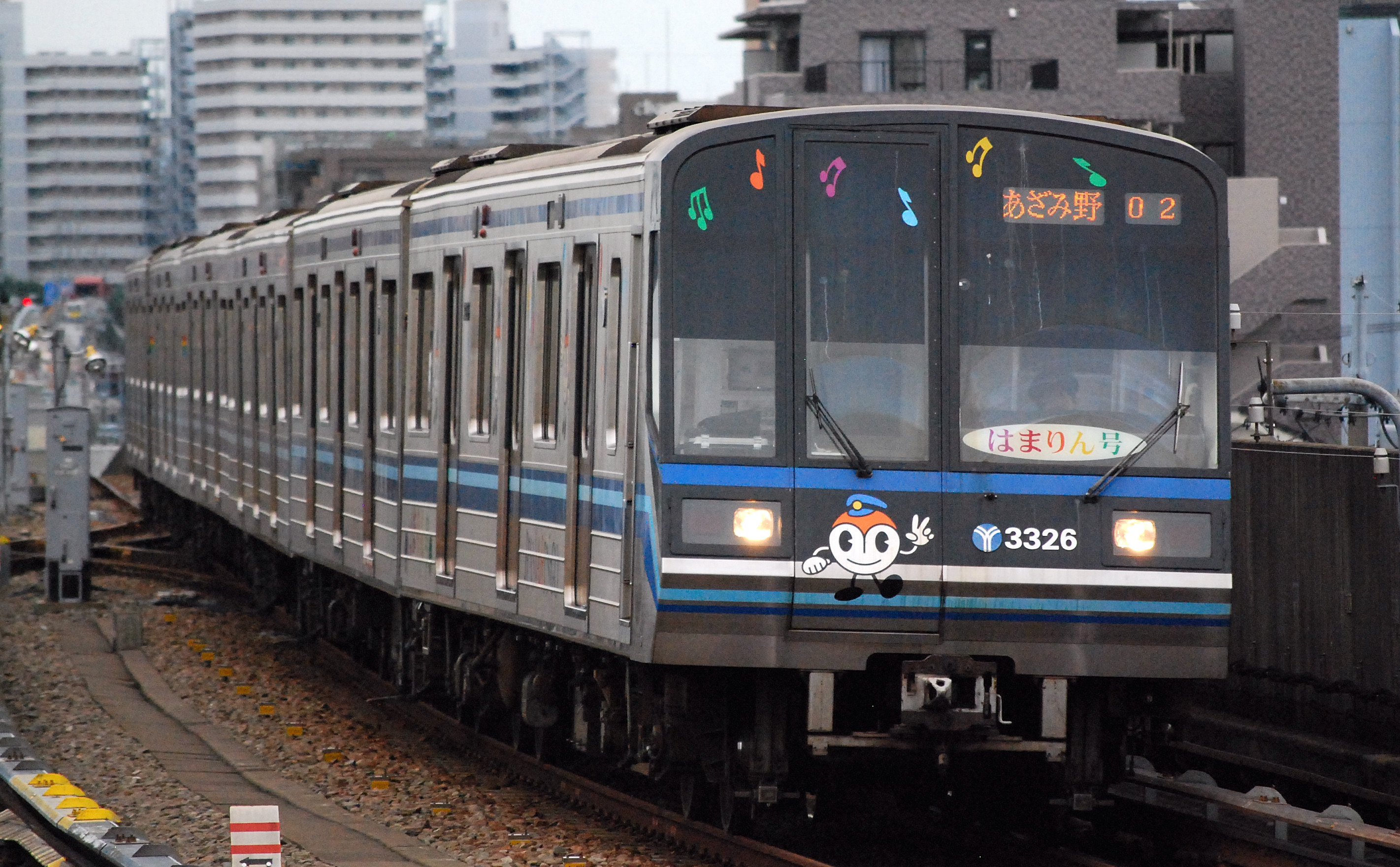
3000形2次車（3000N形「はまりん号」）
（2010年9月26日 / 新羽駅）

横浜市営地下鉄ブルーラインで運行されていた特別編成の愛称。3000N形第32編成（車両番号：3321-3326）で運行されていた。
車体外装がはまりん柄となっており、車内では横浜市関連施設の宣伝やお知らせを行うほか、一部期間は小学校等で募集した作品などを展示する車両となる場合があった。1999年6月3日運行開始、2016年11月7日運行終了。横浜市交通局の公式サイトにて運用情報が公開されていた。

## どうぶつはまりん号
横浜市営地下鉄グリーンラインで運行されていた特別編成の愛称。10000形第15編成を使用して、2009年7月18日より運行を開始し、2014年10月9日まで運行されていた。その後、10000形第16編成に新しいラッピングをして2015年3月22日から運行を開始したが、2018年1月31日をもって運行を終了した。
よこはま動物園ズーラシアで飼育されている動物をモチーフとした装飾となっていた。横浜市交通局の公式サイトにて運用情報が公開されていた。

## はまりんバス

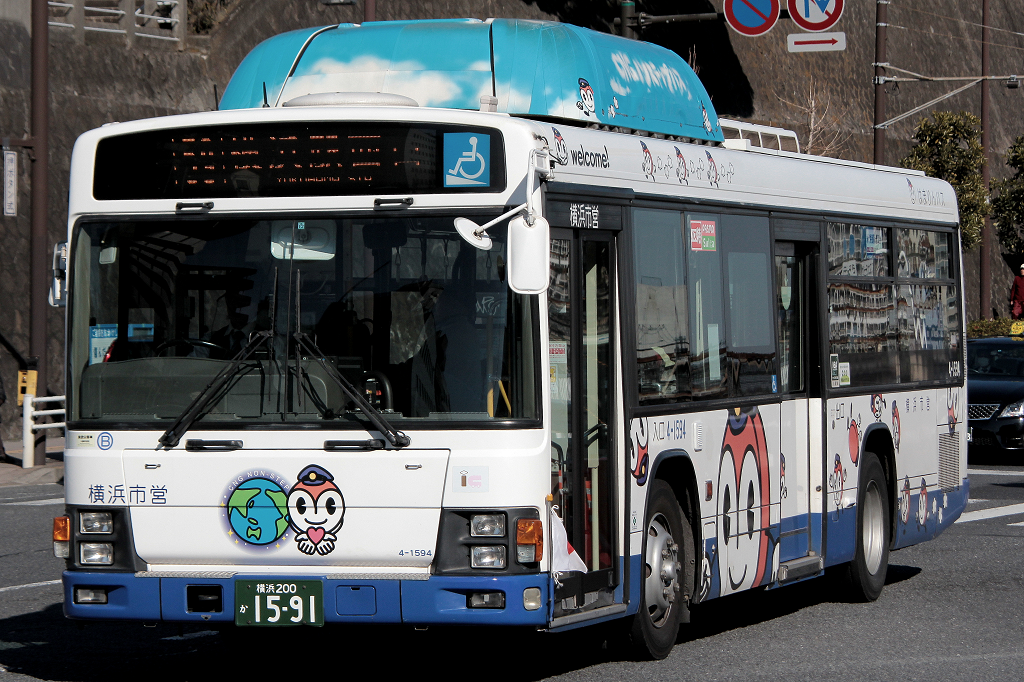
4-1594号車（はまりんバス）

横浜市営バス浅間町営業所および横浜市営バス緑営業所に所属する一部の天然ガス自動車（CNGバス）がはまりんバスとして運行されていた。
浅間町営業所の車両は横浜駅西口・横浜駅東口を中心に、緑営業所の車両は中山駅を中心に運用についていた。
地下鉄車両と異なり、事前に運転時刻などの公表は行われていない。現在は全ての車両が除籍され、現存しない。

## はまりんフェスタ
はまりんフェスタは、横浜市交通局が主に鉄道ファン向けに行う横浜市営地下鉄のイベントである。

### 開催履歴
「はまりんフェスタ 2005 in 新羽車両基地」
- 2005年（平成17年）6月25日、新羽車両基地にて開催。

「はまりんクリスマスフェスタ」
- 2005年（平成17年）12月23日、上永谷車両基地にて開催。

「はまりんフェスタ 2006」
- 2006年（平成18年）12月16日、1000形・2000形の引退を記念して新羽車両基地にて開催。

「はまりんフェスタ in 川和」
- 2011年（平成23年）10月29日、横浜市営交通90周年を記念して川和車両基地にて開催。

「はまりんフェスタ in 上永谷」
- 2012年（平成24年）11月10日、横浜市営地下鉄開業40周年を記念して上永谷車両基地にて開催。
- このイベントでは引退した1000形を新羽車両基地から上永谷車両基地まで輸送し、展示した。

「はまりんフェスタ in 新羽」
- 2013年（平成25年）10月26日、新羽車両基地にて開催予定。台風の影響により中止。

「はまりんフェスタ in 新羽」
- 2014年（平成26年）10月4日、新羽車両基地にて開催。

「はまりんフェスタ in 川和」
- 2015年（平成27年）11月14日、川和車両基地にて開催。

「はまりんフェスタ 2016」
- 2016年（平成28年）10月29日、新羽車両基地にて開催。

「はまりんフェスタ 2017」
- 2017年（平成29年）10月28日、新羽車両基地にて開催。

「はまりんフェスタ 2018」
- 2018年（平成30年）11月10日、川和車両基地にて開催。

- 2019年（令和元年）は6月6日に下飯田駅で発生した脱線事故のため、横浜市交通局が安全対策に専念するとの理由から中止となった[22]。